# Leda mit dem Schwan (Correggio)

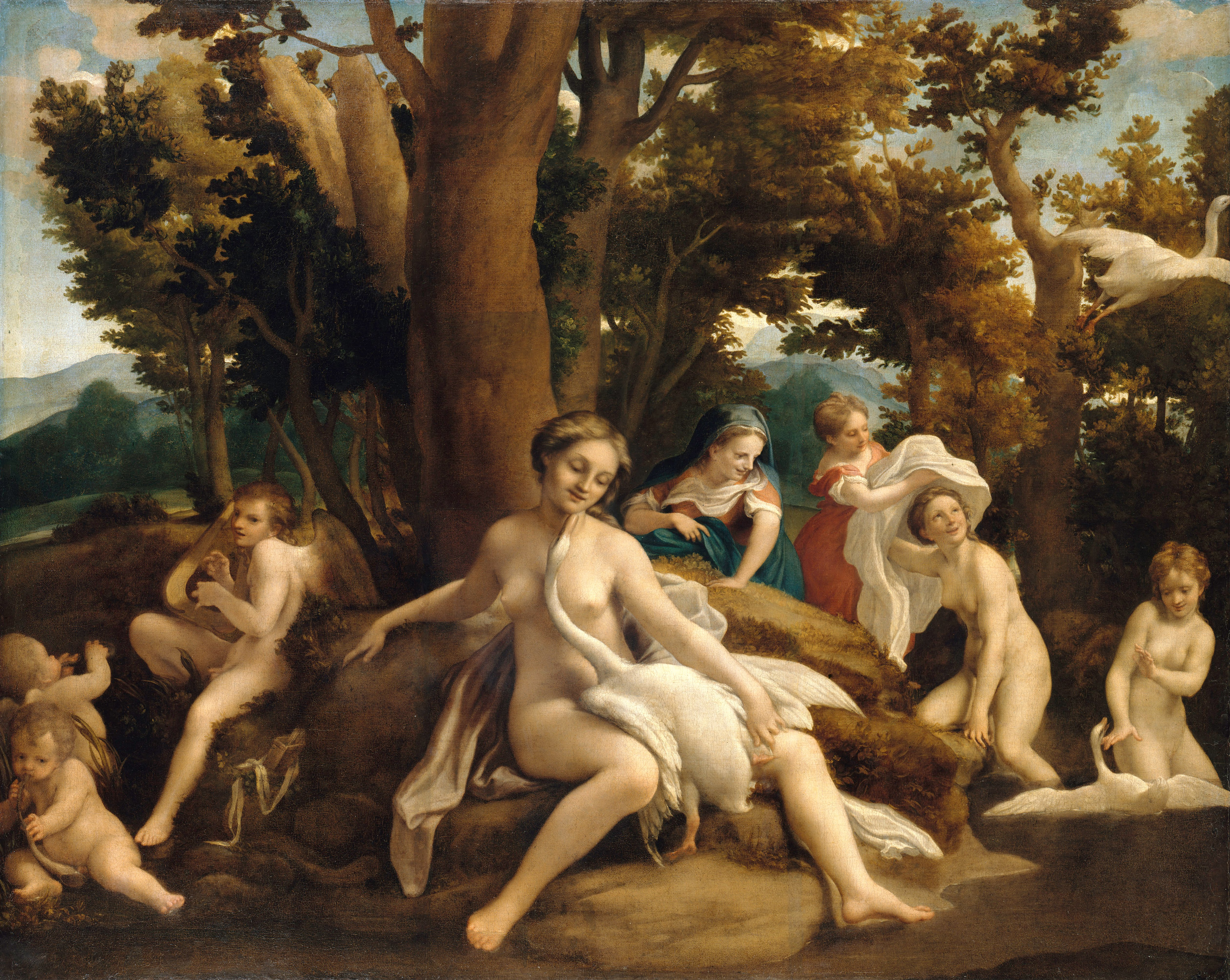
Antonio Allegri / Il Correggio: Leda mit dem Schwan, um 1532, Italien, Leinwand, 156,2 × 195,3 cm.

Das Gemälde mit dem Thema Leda mit dem Schwan von Antonio Allegri, auch Il Correggio genannt, entstand in den Jahren 1530 bis zum Tod des Malers 1534 als Auftragsarbeit für den Herzog von Mantua, Federico II. Gonzaga, für den Correggio einen Zyklus mit mythologischen Bildmotiven der Liebschaften des griechischen Gottes Zeus anfertigte.
Das Gemälde ist nicht gut erhalten, da es um 1721 in drei Teile zerschnitten wurde und dabei auch Ledas Kopf herausgetrennt und zerstört wurde. Der heutige Zustand beruht auf mehreren Restaurierungen und Übermalungen der mittleren Partie des Bildes.

## Material und Technik
Das 156,2 × 195,3 cm große Gemälde ist mit Öl auf Leinwand gemalt.

## Bildbeschreibung
Dargestellt ist eine Badeszene in einer Flusslandschaft. Unter einem Baum auf Steinen in der unteren Bildmitte sitzt Leda. Sie ist als nacktes junges Mädchen dargestellt. Unter ihr auf dem Stein liegt ihr Gewand. Ihre Beine sind leicht zu ihrer linken Seite, ihr Oberkörper ist nach rechts gedreht und ihr rechter Arm stützt sich auf einen Stein nach hinten. Ihr Blick richtet sich entlang ihres linken Armes nach unten. Sie hat einen ruhigen Gesichtsausdruck mit einem leichten Lächeln. Ihre Beine sind etwas geöffnet. Zwischen ihre Beine drängt sich ein Schwan. Seine Flügel sind ausgebreitet und sein Hals schlängelt sich zwischen Ledas Brüsten zu ihrem Gesicht. Sein Schnabel scheint ihr Kinn zu berühren. Leda hat ihren linken Arm um den Flügel des Schwans gelegt, als würde sie ihn an sich heranziehen. Der Baum im Hintergrund teilt das weitere Geschehen in zwei Hälften.
Auf der rechten Seite befinden sich vier junge Frauen. Die erste rechts von Leda trägt ein weißes Unterkleid, darüber ein rotes Kleid und einen blauen Mantel. Sie stützt sich auf den Stein vor ihr und betrachtet die anderen Frauen. Eine Frau in einem roten Kleid ist der anderen entweder beim Anziehen oder beim Entkleiden behilflich. Es ist nicht erkennbar, ob das Mädchen gerade in den Fluss hinein- oder aus dem Wasser heraussteigt. Sie steht knietief im Wasser. Sie ist nackt und blickt nach oben zu einem fliegenden Schwan, der von der Bildfläche angeschnitten ist. Ein weiteres unbekleidetes Mädchen befindet sich im Wasser mit einem Schwan, gegenüber dem es eine verspielte, aber abwehrende Haltung zeigt.
Auf der linken Bildhälfte sind männliche Wesen dargestellt. Zwei Putten, eine von ihnen mit Flügeln, spielen am Flussufer auf Blasinstrumenten. Die eine Putte ist zum Betrachter gewandt, die andere wendet sich nach hinten zu dem höher sitzenden Amor. Dieser ist nackt und als junger Mann dargestellt. Er sitzt mit einem Bein angezogen und hochgezogenen Schultern auf dem Felsen und spielt auf einer Leier. Neben ihm steht ein Kasten mit Pfeilen. Keine der Figuren, weder rechts noch links des Hauptgeschehens, scheint von Ledas Interaktion mit dem Schwan beeindruckt zu sein.

## Ikonografie

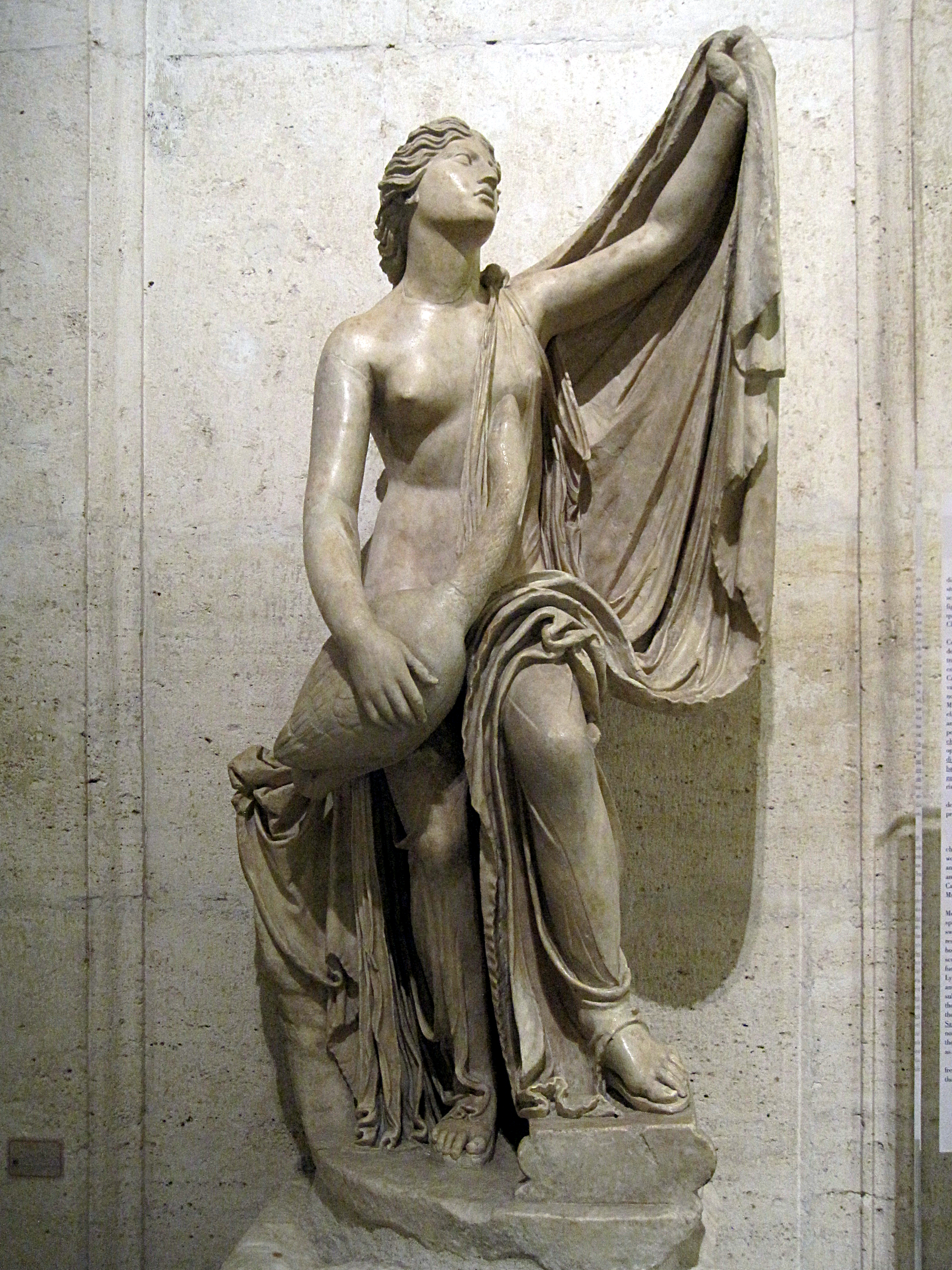
Leda, römische Kopie nach einem griechischen Original aus dem 4. Jahrhundert v. Chr., Kapitolinische Museen, Rom.

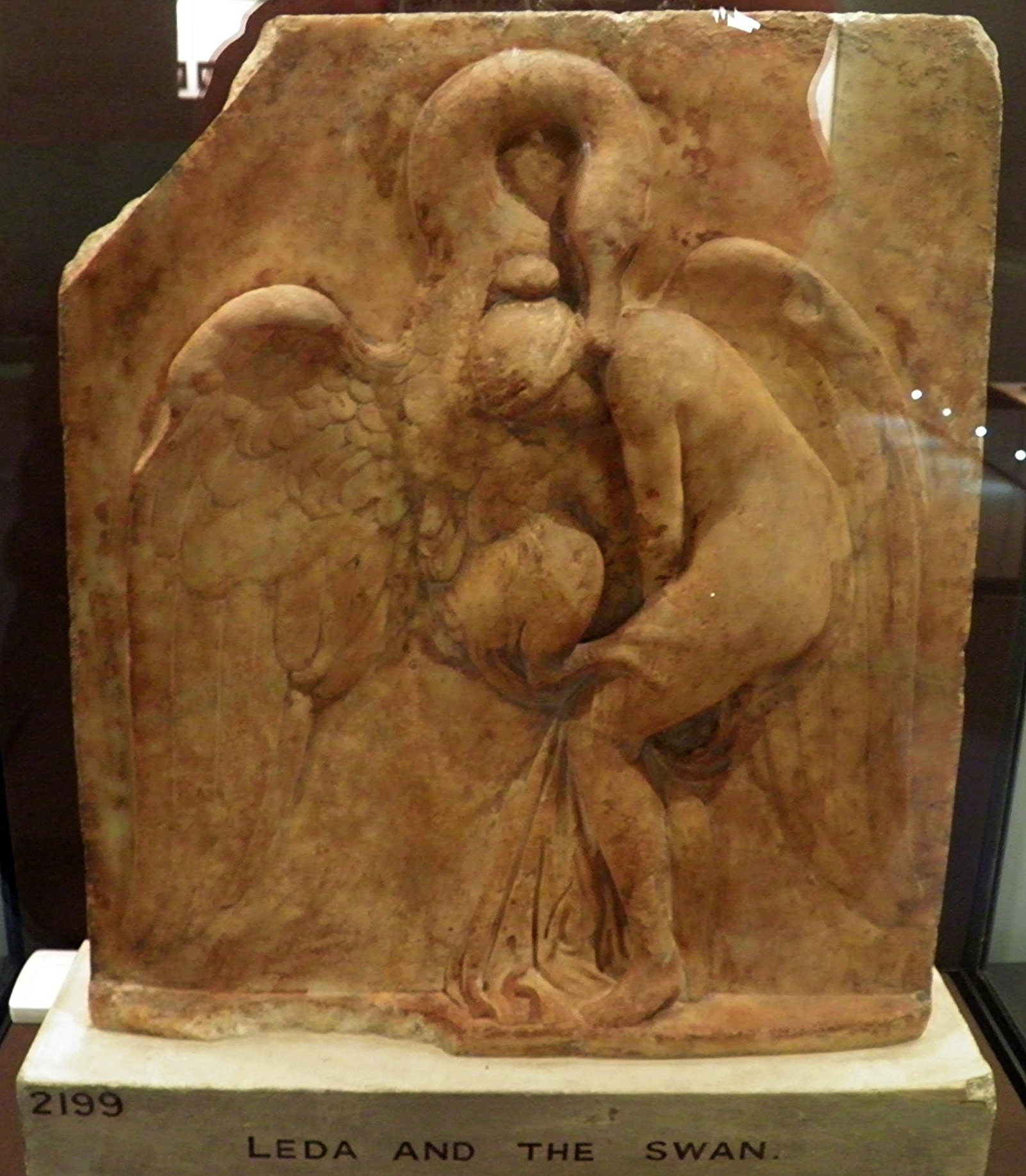
Relief, 50–100 n. Chr., British Museum.

Das Bildthema Leda mit dem Schwan stammt aus der antiken Mythologie und wurde im 16. Jahrhundert in einer Reihe mit weiteren Liebesabenteuern Zeus’ rezipiert. Nach den Erzählungen war Leda die Tochter des Königs Thespius und mit Tyndareus, dem König von Sparta verheiratet. Wegen ihrer Schönheit wurde Zeus auf sie aufmerksam und wollte sie verführen. Er verwandelte sich dazu in die Gestalt eines Schwanes, um mit seinen Seitensprüngen nicht bei seiner Frau Hera aufzufliegen. In Gestalt des Schwans gab er vor, auf der Flucht vor einem Adler bei Leda Schutz suchen zu wollen. Als Leda ihm unter ihrem Mantel Schutz bot, nutzte er die Gelegenheit aus und schwängerte sie. Leda gebar daraufhin zwei Eier. Die Geschichte variiert an dieser Stelle: In einigen Erzählungen ist es nur Helena, die aus einem Ei geboren wird, in anderen werden aus dem anderen das Zwillingspaar Kastor und Polydeukes geboren. Weiteren Erzählungen zufolge werden insgesamt vier Kinder aus zwei Eiern geboren, mit Klytaimnestra zusätzlich. Leda war nicht die Einzige, der sich Zeus ungewollt näherte: Bei der Europa verwandelte er sich in einen Stier, bei Danae in einen Goldregen und bei Io in eine Wolke.

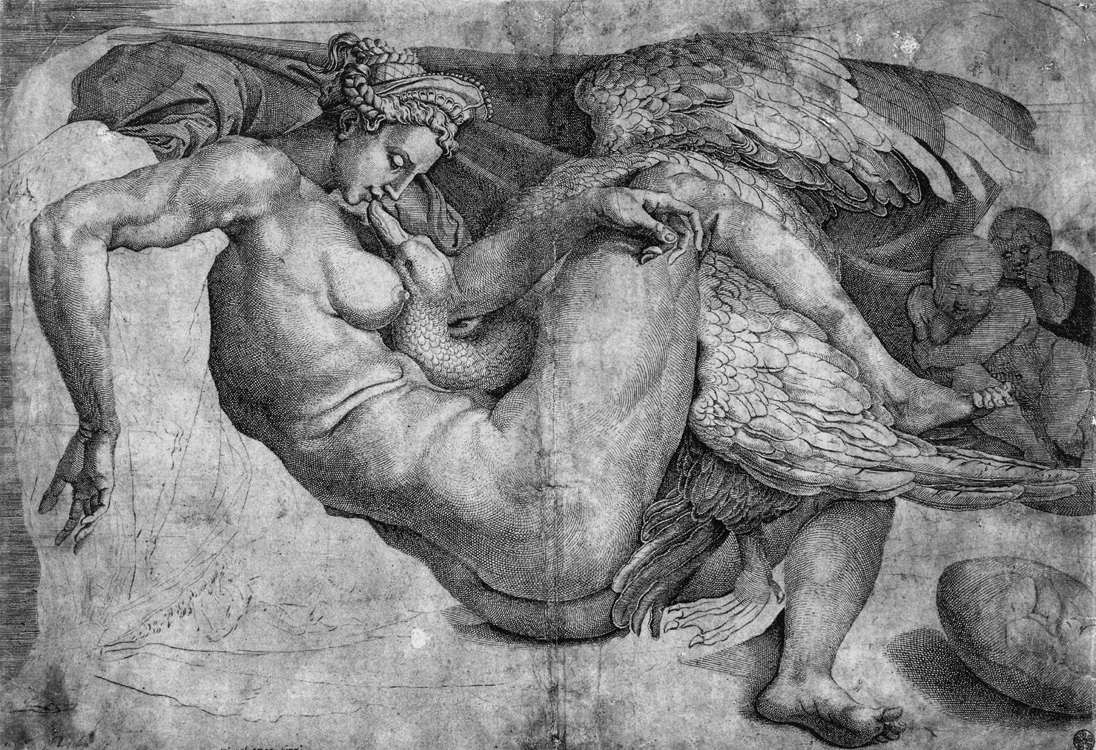
Cornelius Bos: Leda mit dem Schwan, 1530–1570, Kopie nach Michelangelo, British Museum London

In der antiken Kunst sind viele Darstellung von Leda zu finden, die sich näher an den Erzählungen halten, als Correggio es tut. Eine Statue in Rom zeigt Leda, wie sie ihren Mantel für den Schwan anhebt und seinen Blick meidet. Diese Darstellung entspricht der griechischen Mythologie. Mit der Zeit setzte sich aber die Darstellungsweise mit der nackten Leda durch. Ein Relief aus dem British Museum zeigt eine gewaltvolle Darstellung des Geschehens und eine abwehrende Haltung von Leda. Ein weiterer Typus ist die sitzende oder liegende Leda mit dem Schwan zwischen ihren Beinen.
In der Renaissance, als antike Mythologien wieder eine stärkere Rolle spielten, wurde auch dieses Motiv wieder beliebter. Vor Correggio malten auch Leonardo da Vinci und Michelangelo Buonarroti Leda mit dem Schwan. Während da Vincis Leda wenig mit dem Schwan interagiert, der Schwan ihr eher wie ein Attribut zur Seite steht, nimmt Michelangelos Leda liegend, mit dem Schwan zwischen ihren Beinen, den gesamten Bildraum ein. Michelangelos Gemälde ist nicht erhalten, kann aber in dem Stich von Cornelius Bos nachvollzogen werden. Correggio vereint mit seinem Bild mehrere der früheren Darstellungsweisen: Leda ist mit dem Schwan vereint, sitzend dargestellt und gleichzeitig frontal.
Correggios Darstellungsweise der Leda unterscheidet sich von den sonstigen durch die zusätzlichen Figuren. Die beiden Putten können an die Zwillinge Castor und Pollux erinnern, die in anderen Darstellungen der Leda, u. a. in dem Stich von Bos auftauchen. Die Frauen auf der rechten Seite des Bildes können als Ledas Gefolge, bzw. als ihre Begleiterinnen interpretiert werden. Sie können aber auch als simultane Darstellungen weiterer Szenen des Geschehens im Vordergrund gedeutet werden, da sie den Prozess des Entkleidens zum Bad oder auch des Anziehens danach darstellen. Das Spiel mit dem Schwan findet sich hier ebenfalls wieder und der wegfliegenden Schwan kann als Hinweis auf den Ausgang des Geschehens gedeutet werden.
Die vollständige Nacktheit Ledas wird in diesem Bild durch die Badeszene begründet, sodass nicht der Eindruck entsteht, Leda hätte auf den Schwan gewartet. Dennoch dreht Correggio, anknüpfend an die Bildsprache seiner Zeit, die eigentlich brutale Geschichte durch seine idyllische Landschaft und Ledas posierende Körperhaltung in eine vermeintlich einvernehmliche und heitere Szene um.

## Provenienz
Neben der Berliner Leda sind noch drei weitere Bilder des Zeus’ Liebschaften-Zyklus erhalten: Das Gemälde der Danae in Rom sowie der Raub des Ganymed und Io in Wien. Egon Verheyens vermutet, dass die Bilder für einen Saal in der Sommerresidenz der Isabella Boschetti, der offiziellen Mätresse des Herzogs von Mantua, bestimmt war. Zudem malte Correggio für den Herzog noch die Erziehung Amors und Satyr, Venus und Amor. Federico schenkte die Gemälde mit Leda und Danae dem Kaiser Karl V., der sie mit nach Spanien nahm. Aus dessen Besitz wurde Correggios Leda 1603 an Kaiser Rudolph II. in Prag verkauft. 1648 gelangte sie als Kriegstrophäe nach Schweden. Die schwedische Königin Christina brachte das Gemälde nach Rom, wo die Besitzer mehrmals wechselten. Das Gemälde gelangte 1721 in den Besitz des Regenten von Frankreich, Philippe von Orléans, dessen Sohn das Gemälde vorsätzlich zerstörte. Daraufhin erhielt es der Maler Coypel zur Restaurierung. Auf der Suche nach einem Gemälde von Correggio für seine Sammlung war der ansonsten sparsame Friedrich der Große bereit, jeden Preis zu zahlen. Als die Sammlung des Händlers Louis Pasquier 1755 in Paris zur Auktion kam, erwarb Friedrich die Leda mittels des Grafen d’Epimaille, der es mit einem Höchstgebot von etwa 21000 Livres (ca. 5000 Taler) sicherte, worauf es in die Bildergalerie Sansouci gelangte. Als es 1830 in das Museum am Lustgarten überführt wurde, übermalte Jakob Schlesinger den Kopf der Leda.

## Zustand

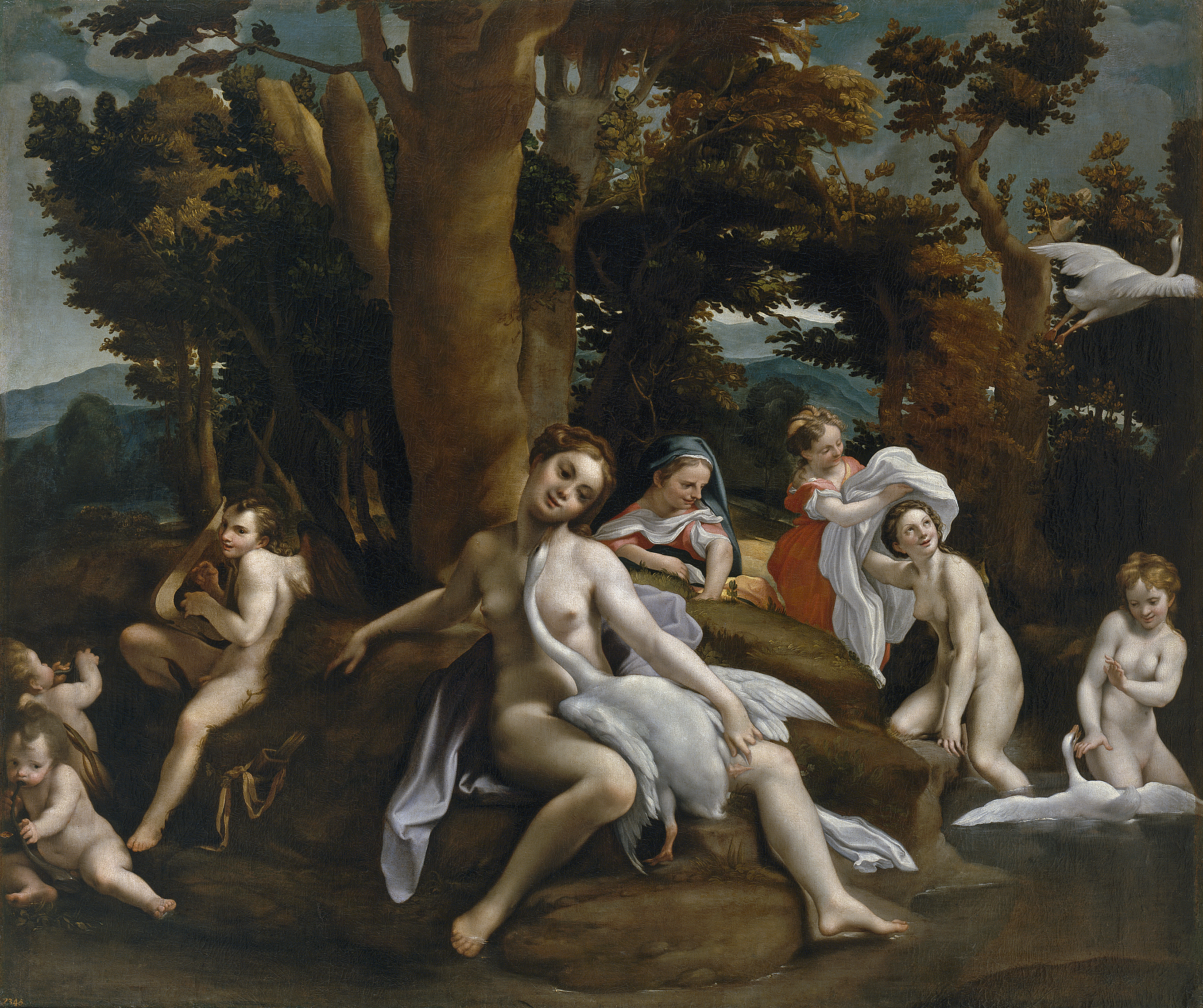
Kopie von Eugenio Caxes, nach Il Correggio, Leda mit dem Schwan, 1603

Als das Gemälde 1721 in den Besitz des Regenten von Frankreich, Philippe von Orléans gelangte, zerriss dessen Sohn Louis das Gemälde in drei Teile, da er die Darstellung der Leda anstößig fand. Zudem schnitt der den Kopf von Leda heraus und zerstörte das herausgeschnittenes Stück. Der Maler Coypel erhielt die Einzelteile als Geschenk und setzte das Gemälde wieder zusammen. Er ergänzte die fehlenden Stellen und veränderte dabei die Kopfhaltung von Leda, die ursprünglich tiefer geneigt war. Außerdem war ihr Lächeln vermutlich wesentlich fröhlicher und ihre Augen geöffnet. Dies ist anhand einer Kopie der ursprünglichen Darstellung durch Eugenio Caxes aus dem Jahr 1603 anzunehmen.

## Vergleich mit „Danae“ von Correggio

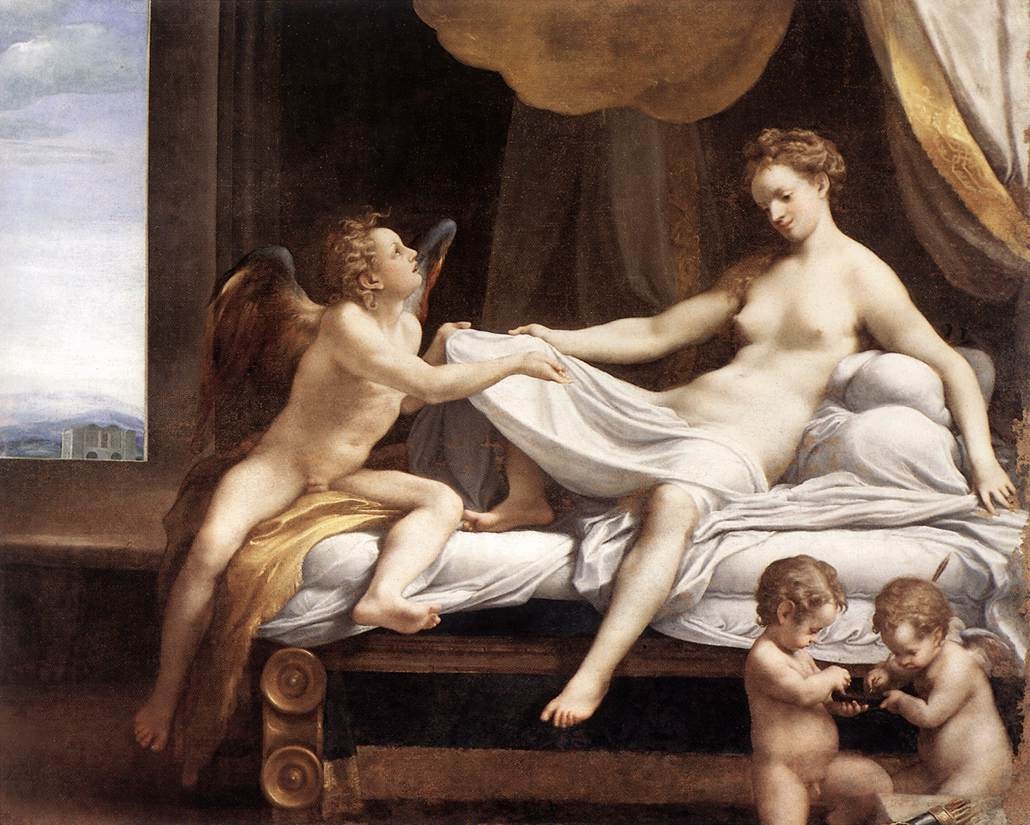
Antonia Allegri/Il Correggio: Danae, 1530–1534, Galleria Borghese, Rom

Correggios Gemälde der Danae befindet sich heute in der Villa Borghese in Rom. Correggio malte dieses Werk und das Leda-Bild gleichzeitig im Auftrag Federicos II. Gonzaga. Die Bilder sind etwa gleich groß und waren daher vermutlich gemeinsam aufgehängt. In diesem Bild ist dargestellt, wie sich Zeus in Form eines Goldregens über dem Schoß der Danae ergiest und so Perseus zeugt. Wie im Leda-Bild taucht auch hier Amor gemeinsam mit den zwei Putten auf. Er schaut zu der goldenen Wolke und hält ein Laken, das der ansonsten unbedeckten Danae die gespreizten Oberschenken bedeckt. In beiden Bildern sind die Frauen mit einem leichten Lächeln dargestellt und nehmen durch die Darstellungsweise eine gewogene Haltung in dieser Vereinigung mit Zeus ein.